# أيزو 9000

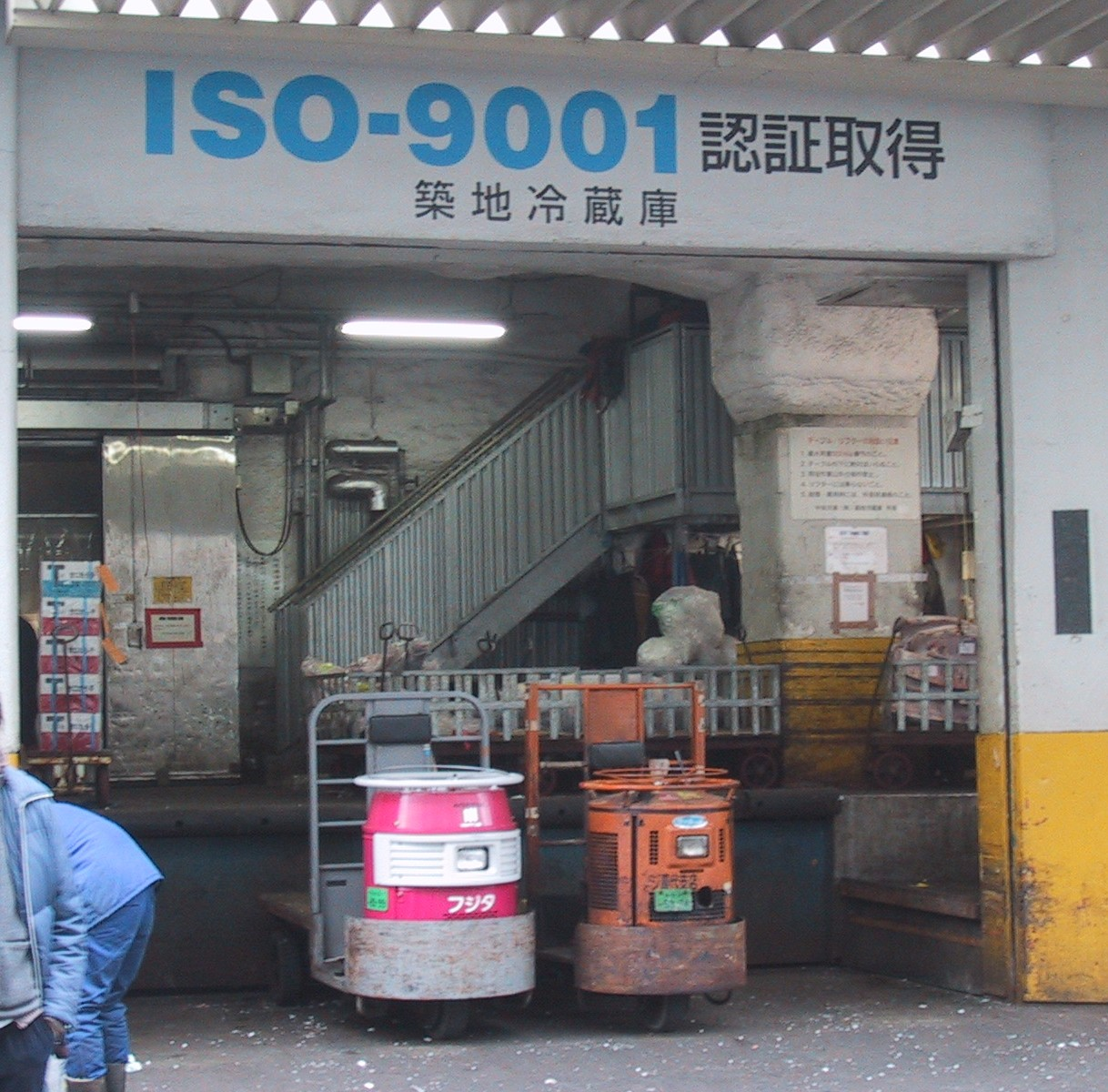
شهادة ISO 9001 لتاجرسمك بالجملة في تسوكيجي اليابان.

الايزو 9000 ISO هي عائلة معايير أساسية عالمية، تتضمن مجموعة من المعايير ضمن نظام إدارة الجودة. ومقاييس الايزو 9000 ISO تصدرها وتحتفظ بها المنظمة الدولية لتوحيد المقاييس. وتقوم بإدارتها «مصلحة الاعتماد والتصديق» المختصة في البلاد المختلفة. يتم تحديث القواعد المتبعة فيها بحسب المتطلبات التي يتفق عليها دوليا طبقا للتطور التكنولوجي وتطور المعرفة والخبرة. وهي توجيهات للتطبيق في المؤسسات والشركات بغرض تحسين الجودة.

## بعض المتطلبات
من بعض المتطلبات في آيزو 9001:2008 ISO (والتي هي واحدة من أسرة معايير الايزو 9000 ISO) تشمل عدة متطلبات (اقتراحات) وشروط كما يلي:
- مجموعة من الإجراءات التي تشمل جميع مفاتيح العمليات الرئيسية في قطاع الأعمال؛
- رصد العمليات للتأكد من أنها فعالة؛
- حفظ سجلات وافية؛
- فحص الناتج عن العيوب، مع اتخاذ الإجراءات المناسبة وتصحيحها إذا كان ذلك ضروريا؛
- استعراض منتظم للعمليات الفردية، وفعالية نظام الجودة نفسه؛ و
- تسهيل التحسين المستمر

إن أي شركة أو مؤسسة يتم تصديقها بشكل مستقل ومعتمد لتكون متوافقة مع معايير إيزو 9001 ISO ويتم الإعلان عنها على انها حصلت «على شهادة الأيزو 9001 ISO» أو تعتبر «مسجلة في ايزو 9001 ISO». ومن الجدير ذكره ان التصديق على معيار إيزو 9001 ISO لا يعني بالضرورة ضمان نوعية المنتجات والخدمات النهائية لأي شركة أو مؤسسة، وإنما يشهد بأن العمليات الإنتاجية والتجارية والفحص يجري تطبيقها طبقا لنظام للجودة سليم.
على الرغم من أن المعايير في البداية وضعت من أجل عمليات التصنيع، إلا أنهم بدءوا بالفعل بوضع معايير تشمل عدة أنواع من المنظمات والهيئات المختلفة. ويمكن تعريف «المنتج»، حسب مفردات الآيزو على أنه، أي شيء مادي، أو خدمات معينة، أو برمجيات.

## الايزو 9000 ISO تضم سلسلة من المعايير
تشمل ايزو 9000 ISO المعايير التالية:
- الأساسيات والمفردات ضمن ايزو 9000:2005 ISO التابعة لنظم إدارة الجودة— تصف هذه المعايير أسس نظام إدارة الجودة، والتي تشكل الموضوع الرئيسي لعائلة الإيزو 9000 ISO، وتعرّف أيضا المصطلحات ذات الصلة.
- المتطلبات الأساسية ضمن إيزو 9001:2008 ISO التابعة لنظم إدارة الجودة— هذا المعيار مخصص للاستخدام في أي منظمة بغض النظر عن حجمها، أو نوع المنتج (بما في ذلك الخدمة). حيث أنها توفر أيضا عددا من المتطلبات التي تساعد المنظمة على تحقيق رضا المستهلكين من خلال المنتجات والخدمات التي تنتجها والتي تتفق وتلبي توقعات المستهلكين. تتضمن أيضا المتطلبات اللازمة للتطوير (أو التخطيط) المستمر في نظام إدارة الجودة، والتي تقوم بتوفيرها أيضا أنظمة ايزو 9004:2000 ISO.

وهذا هو التنفيذ الوحيد الذي يمكّن الطرف الثالث من مراجعين اتحاد الجودة منح هذه الشهادات. وتجدر الإشارة إلى أن وصف الشهادة لا يتضمن أي من احتياجات المنظمة والذي يقودها لاستخدام 9001 ISO في إنتاجها (انظر إيزو 9001:2000، الباب 1 ' الغرض ')، ولكن تسلم بأنه يمكن أن تستخدم لهذا الإنتاج (انظر القسم 0.1 من إيزو 9001:2000 'مقدمة').''
- المبادئ التوجيهية لتحسين الأداء ضمن ايزو 9004:2000 ISO التابعة لنظم إدارة الجودة—وتشمل ا التحسين المستمر. هذا يمنحك المشورة بشأن ما يمكن أن تفعله لتحفيز النظام الناضج. وتصرح هذه الوثيقة بشكل محدد جدا بأنها ليس المقصود منها ان تكون دليلا للتطبيق.وهناك مثال لإصدار دليل عملي لعرض ايزو 9001 ISO ويمكن الاطلاع من هنا الايزو 9001 ISO إصدار دليل عملي لتنفيذ ISO 9001 a Practical Guide to Implementation

هناك معايير أخرى كثيرة في سلسلة ايزو 9001 ISO (انظر = «قائمة مواصفات أيزو 9000»[وصلة مكسورة]) وكثير منهم لا يحمل حتى «ايزو 900x» أرقام. على سبيل المثال، بعض المعايير في نطاق 10,000 تعتبر جزءا من مجموعة 9000 : فعلى سبيل المثال آيزو ISO 10007:1995 تناقش اعدادات الإدارة، والتي بالنسبة لمعظم المنظمات ليست سوى عنصر واحد لنظام إداري متكامل.ومن ملاحظات ايزو: «إن التركيز على الشهادات تميل إلى طمس حقيقة أن هناك عائلة بأكملها من معايير الايزو 9000... تسعى المنظمات للحصول على قيمة أكبر عندما تستخدم المعايير الاساسية في سلسلة جديدة وبطريقة متكاملة، سواء مع بعضها البعض ووفقا للمعايير الأخرى المكونة لاسرة للايزو 9000 ككل».
علما بأن المعايير السابقة في سلسلة أيزو 9000 ,9002 و 9003 وقد أدمجت في 9001 ISO. وفي معظم الحالات، أي منظمة تدعي أنها مسجلة في «ايزو 9000 ISO» تكون ضمنيا مسجلة في ايزو 9001 ISO.

## محتويات الايزو 9001 ISO
المتطلبات الأساسية ضمن ايزو 9001:2008 ISOالتابعة لنظم إدارة الجودة --   وهي عبارة عن وثيقة من 30 صفحة تقريبا والتي تتوفر في منظمة المعايير الوطنية في كل بلد. محتويات المخطط في الوثيقة هي كما يلي:-
- الصفحة الرابعة: المقدمة
- صفحات من الخامس إلى السابع: مقدمة القسم 0
- الصفحات من 1 إلى 14 : المتطلبات
  - الباب 1 : المجال
  - الباب 2 : المرجع المعياري
  - الباب 3 : المصطلحات والتعاريف (محددة ل9001 ISO، غير محدد في مواصفات ايزو 9000 ISO)
- الصفحات من 2 إلى 14
  - الباب 4 : نظام إدارة الجودة
  - الباب 5 : مسؤولية الإدارة
  - الباب 6 : إدارة الموارد
  - الباب 7 : تحقيق المُنتَجِ
  - الباب 8 : القياس والتحليل والتحسين

في الواقع، يحتاج المستخدمون إلى تطبيق جميع الفروع من 1 إلى 8، ولكن من الضروري تطبيق الفروع من 4 إلى 8 والتي تدخل ضمن نظام إدارة الجودة.
- تحوي الصفحات من 15 إلى 22 : جداول التناظر بين الايزو 9001 ISO وغيرها من المعايير
- صفحة 23 : تحوي ببليوغرافيا

يحدد المعيار ست وثائق إلزامية:
- ضبط الوثائق (4.2.3)
- ضبط السجلّات (4.2.4)
- المراجعة الداخلية للجودة (8.2.2)
- مراقبة حالات عدم المطابقة (8.3)
- الإجراءات التصحيحية (8.5.2)
- الإجراءات الوقائية (8.5.3)

بالإضافة إلى هؤلاء، ايزو 9001:2008 ISO تتطلب سياسة الجودة ودليل الجودة (والتي اما ان تتضمن الوثائق المذكورة أعلاه أو لا تتضمنها).

### موجز ايزو 9001:2008 ISO بلغة رسمية
- تتضمن سياسة الجودة إصدار بيان رسمي من الإدارة، بحيث يرتبط ارتباطا وثيقا بالمخططات التجارية والتسويقية بالإضافة إلى احتياجات العملاء. اما سياسة الجودة فتتضمن فهم هذا القرار وتطبيقه على جميع المستويات وعلى جميع الموظفين. وبالتالي كل موظف يحتاج إلى أهداف قابلة للقياس من أجل القيام بالعمل.
- ويتضمن أيضا قرارات حول نظام الجودة والتي تتم على أساس البيانات المسجلة في النظام وبشكل منتظم بهدف مراجعة وتقييم المطابقة والفعالية لهذه البيانات.
- كما يجب أن تكون هناك سجلات خاصة تبين كيف وأين تم تجهيز مواد الخام والمنتجات، للسماح للمنتجات والمشاكل المتعلقة بها باعادتها إلى المصدر.
  - أنت بحاجة إلى تحديد متطلبات العملاء وإنشاء أنظمة من المعلومات حول المنتجات والتي تتضمن الاستفسارات، والعقود، والأوامر، وردود الفعل والشكاوى، بهدف التواصل مع العملاء.
- عندما نريد تطوير منتجات جديدة، يتطلب ذلك التخطيط الجيد لمراحل التنمية، مع الاخذ بعبن الاعتبار اختبار كل مرحلة قبل الانتقال إلى المرحلة التالية. أنت بحاجة أيضا لاختبار وتوثيق ما في ما إذا كان المنتج يلبي متطلبات التصميم، والمتطلبات التنظيمية واحتياجات المستخدمين.
- تحتاج أيضا إلى إعادة النظر في الأداء بشكل منتظم من خلال عمليات المراجعة الداخلية والاجتماعات. تحديد ما إذا كان نظام الجودة يعمل بشكل جيد والبحث عن سبل إدخال التحسينات عليه. التعامل مع مشاكل السابقة والمشاكل المحتملة. الاحتفاظ بسجلات لهذه الأنشطة والقرارات الناجمة عن ذلك، ورصد فعاليتها (ملاحظة: أنت بحاجة إلى إجراء موثق لمراجعة الحسابات الداخلية).
- تحتاج إلى توثيق إجراءات التعامل مع المشاكل الفعلية والمحتملة غير المتوافقة (المشاكل التي تنطوي على الموردين أو العملاء، أو المشاكل الداخلية). تأكد من انه لا أحد يستخدم المنتج السيئ، وتحديد ما يجب فعله مع المنتج السيئ، والتعامل مع الأسباب الجذرية للمشكلة، والاحتفاظ بسجلات لاستخدامها كأداة لتحسين النظام.

### إصدار 1987
ايزو 9000:1987 ISO لها نفس الهيكل بحسب معايير المملكة المتحدة BS 5750، مع ثلاثة من 'النماذج' لنظم إدارة الجودة، واختيار النموذج الذي يقوم على نطاق أنشطة المنظمة:
- ايزو 9001:1987 ISO يتضمن نموذج ضمان الجودة في التصميم والتطوير والإنتاج والتركيب، والخدمة وهو نموذج خاص للشركات والمنظمات التي شملت أنشطة لاستحداث منتجات جديدة.
- ايزو 9002:1987 ISO يتضمن نموذج ضمان الجودة في الإنتاج والتركيب، وتقديم الخدمات حيث يتضمن بشكل أساسي إنتاج المواد بنفس الايزو 9001 ISO ولكنه لا يتضمن خلق المنتجات الجديدة.
- ايزو 9003:1987 ISOيتضمن نموذج ضمان الجودة في التفتيش النهائي والاختبار حيث يشمل فقط الفحص النهائي للمنتج النهائي، مع عدم الاخذ بالاعتبار الكيفية التي تم إنتاجها.

### إصدار 1994
ايزو 9000:1994 ISO أكدت ضمان الجودة توكيد الجودة عن طريق اتخاذ إجراءات وقائية، بدلا من مجرد فحص المنتج النهائي، ولا تزال تحتاج إلى أدلة على الامتثال للإجراءات الموثقة. كما هو الحال مع الطبعة الأولى، الجانب السلبي فيها هو أن الشركات تميل إلى تنفيذ متطلباتها من خلال خلق أحمال رفِّ كتيبات الاجراءات، وإثقال كاهله بيروقراطية ايزو ISO. تقوم بعض الشركات بتكييف وتحسين العمليات والذي في الواقع يمكن أن يعوقه نظام الجودة.

### إصدار 2000
ايزو 9001:2000 ISO يجمع بين المعايير الثلاثة 9001، 9002، و 9003 في وحدة واحدة هي 9001. اجراءات التصميم والتطوير مطلوبة فقط إذا كانت الشركة في الواقع مشاركة في استحداث منتجات جديدة. الإصدار 2000 يسعى إلى إجراء تغيير جذري في التفكير الواقعي من خلال توضيح مفهوم إدارة العملية من حيث الجبهة والمركز وتعرف (" [[إدارة العملية" بانها رصد المهام والأنشطة للشركة والاستفادة المثلى منها، بدلا من مجرد فحص المنتج النهائي لها). كما يطالب الإصدار 2000 بمشاركة أعلى المدراء التنفيذيين في الشركة، من أجل إدماج النوعية في النظام التجاري وتجنب إعطاء الوظائف النوعية للمسؤولين صغار. من الاهداف الآخرى لهذا الاصدار، تحسين الفعالية للعملية عبر مقاييس الأداء—اخذ قياسات رقمية لفعالية المهام والأنشطة. ونلاحظ ان التوقعات للتحسين المستمر للعملية process improvement ومتابعة رضا العملاء قد بينت بشكل واضح في هذا الإصدار.
ان معايير الايزو 9000 ISO يجري باستمرار تنقيحها من قبل لجان فنية دائمة والمجموعات الاستشارية، والذين يحصلون على المعلومات اللازمة لعملية التنقيح من خلال تغذية راجعة يقدمها اشخاص مهنيين يقومون بتنفيذ تلك المعايير. http://iso9001-consultant.co.uk/
يقوم ايزو 9001:2008 ISO بتقديم توضيحات للمتطلبات الحالية للايزو 9001:2000ISO وبعض التغييرات تهدف إلى تحسين الاتساق مع آيزو 14001:2004 ISO. وبالتالي لم تكن هناك احتياجات جديدة. ولتوضيح التغيرات في وايزو 9001:2008 ISO. تم ترقية نظام إدارة الجودة بحيث يحتاج فقط إلى أن يتم التحقق لمعرفة ما إذا كان هو التالي على التوضيحات التي أدخلت في النسخة المعدلة. [1] من خلال الدليل العملي لتطبيق ايزو 9001:2008 ISO.

### الشهادات
من الجدير ذكره أن آيزو لا يزكي المنظمات نفسها. وهناك بلدان كثيرة شكلت هيئات الاعتماد التي سمحت بإنشاء هيئات خاصة باصدار الشهادات، والتي تدقق في تطبيق المنظمات ومدى امتثالها لمعايير شهادة الأيزو 9001 ISO. على الرغم من أنه يشار إلى شهادة الأيزو 9000:2000 ISO فإن معيار إدارة الجودة الفعلي للمنظمات هو شهادة الأيزو 9001:2000 ISO. نلاحظ ان كل من هيئات الاعتماد وهيئات التصديق تتقاضى رسوما على الخدمات التي تقدمها. حيث تقوم هيئات الاعتماد المختلفة بتوقيع اتفاقات متبادلة مع بعضها البعض لضمان أن الشهادات التي يتم اصدارها ستكون من قبل واحدة ومن هيئات الشهادة المعتمدة (Accredited Certification Bodies CB) وبالتالي ستكون مقبولة في جميع أنحاء العالم.
يتم تقييم تطبيق المنظمة للمعايير من خلال أخذ عينات واسعة من المواقع والوظائف والمنتجات والخدمات والعمليات التي تقوم بها، وبالتالي فان قائمة المشاكل مثل («طلبات العمل» أو «عدم امتثال») ستكون معروفة من قبل لإدارة. إذا لم تكن هناك مشاكل كبيرة في هذه القائمة، أو بعد تلقى خطة تطوير مرضية بحيث تبين كيفية إدارة أي مشكلة وكيفية حلها، عندها سوف تقوم هيئة إصدار الشهادات بإصدار شهادة الايزو 9001 ISO في كل موقع جغرافي تم زيارته.
لقدأوصت هيئة إصدار الشهادات بان لا تعطى شهادة ايزو لمرة واحدة، ومقابل كل جائزة، ولكن يجب تجديدها على فترات منتظمة كل ثلاث سنوات تقريبا. على النقيض من نموذج نضج القدرة Capability Maturity Model لا تتضمن ايزو 9001 ISO درجات من الكفاءة.